# Æthelberht (roi d'Est-Anglie)
Vous lisez un « bon article » labellisé en 2024.
Pour les articles homonymes, voir Ethelbert.
Æthelberht ou Ethelbert (mort en 794), parfois appelé Æthelberht II, est roi d'Est-Anglie dans la deuxième moitié du VIIIe siècle.
Son règne n'est connu qu'à travers quelques pièces de monnaie et l'indication dans la Chronique anglo-saxonne qu'il meurt décapité sur ordre du roi Offa de Mercie, une mort que des textes plus tardifs situent à Sutton, dans le Herefordshire. Ces maigres indications suggèrent qu'Æthelberht a tenté de s'émanciper de la tutelle mercienne et qu'il a été puni en conséquence. Offa règne ensuite directement sur l'Est-Anglie.
Après sa mort, Æthelberht est considéré comme un martyr. Au Moyen Âge, son culte est particulièrement vivace en Est-Anglie, où plusieurs églises lui sont dédiées, mais aussi à Hereford, dont la cathédrale possède ses reliques et constitue un lieu de pèlerinage populaire. Il est l'objet de plusieurs hagiographies rédigées après la conquête normande de l'Angleterre par des auteurs comme Osbert de Clare et Giraud de Barri. Il est fêté le 20 mai.

## Contexte et sources

Les différentes phases de la « suprématie mercienne » au VIIIe siècle.

L'Angleterre du VIIIe siècle est divisée en plusieurs royaumes anglo-saxons dont le plus puissant est la Mercie. Ce royaume, centré à l'origine sur la vallée de la Trent, dans les Midlands, bénéficie d'une certaine stabilité politique sous les longs règnes d'Æthelbald (716-757) et Offa (757-796), ainsi que des revenus commerciaux engendrés par l'emporium de Lundenwic (Londres). Les historiens modernes parlent parfois d'« hégémonie mercienne » ou de « suprématie mercienne » pour décrire cette période durant laquelle l'autorité des rois de Mercie s'étend sur une grande partie du Sud de l'Angleterre, mais Martin J. Ryan souligne le caractère fluctuant et régulièrement contesté de cette domination.
L'histoire de l'Est-Anglie, voisine orientale de la Mercie, est difficile à retracer après 731, date à laquelle s'achève l'Histoire ecclésiastique du peuple anglais du moine northumbrien Bède le Vénérable, car il subsiste très peu de sources écrites provenant de ce royaume : on ne connaît aucune liste de rois et aucune charte est-anglienne. La numismatique est une source d'informations précieuses pour certains rois comme Beonna, dont une centaine de pièces ont été retrouvées, mais la moisson est beaucoup plus limitée pour Æthelberht, avec seulement quatre pièces connues à son effigie. Andy Todd décrit par conséquent Æthelberht comme « l'un des rois anglo-saxons les plus obscurs » dans son entrée du Oxford Dictionary of National Biography.

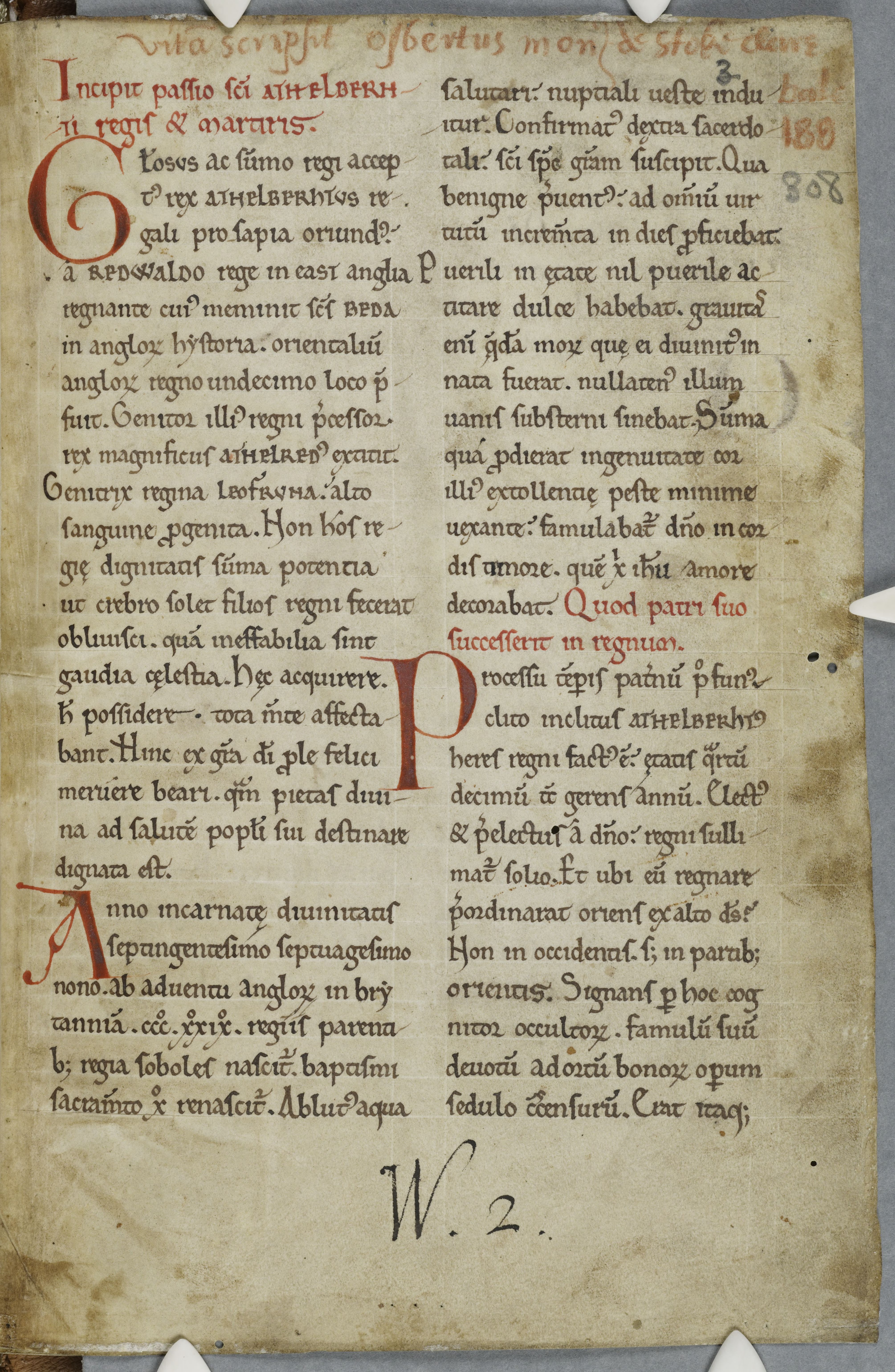
La première page de la Passio sancti Ethelberti du manuscrit CCC 308.

Æthelberht n'est cité qu'à une seule reprise dans une source antérieure à la conquête normande de l'Angleterre : la Chronique anglo-saxonne enregistre son décès sous l'année 792 (une erreur pour 794). Le Secgan, liste de saints préservée dans deux manuscrits du XIe siècle, indique que ses reliques sont conservées « à Hereford sur la Wye ». Le succès de son culte à Hereford donne lieu à la rédaction d'au moins trois hagiographies au XIIe siècle, chacune s'inspirant de la précédente :
- la première, par un auteur anonyme, est préservée dans le manuscrit CCC 308 du Corpus Christi College de l'université de Cambridge[8] ;
- la deuxième, par Osbert de Clare (dédiée à Gilbert Foliot, évêque de Hereford de 1148 à 1163), est préservée dans le manuscrit I.81 de la bibliothèque de recherche de Gotha (de)[9] ;
- la troisième, par Giraud de Barri (peut-être rédigée durant son séjour à Hereford vers 1195), est préservée dans les manuscrits Cotton Vitellius E vii de la bibliothèque Cotton (gravement endommagé par le feu en 1731, mais transcrit auparavant) et B.11.16 du Trinity College de l'université de Cambridge[10].

En dépit de leur date et de leur nature, ces vies de saint semblent préserver des informations issues d'une tradition de l'époque anglo-saxonne. Les noms de personnes figurant dans la plus ancienne, proches des formes en usage au VIIIe siècle, et les précisions d'ordre géographique sur la région de Hereford suggèrent que ces textes, en particulier le plus ancien, bénéficient d'un certain degré de fiabilité. Les chroniqueurs du XIIIe siècle Roger de Wendover et Matthieu Paris relatent également l'histoire d'Æthelberht dans leurs écrits. Ils accusent Cynethryth, la femme d'Offa, d'être à l'origine du meurtre d'Æthelberht, probablement parce qu'ils ne veulent pas nuire à l'image d'Offa, le fondateur de l'abbaye de St Albans où ils sont tous deux moines. Une tradition vernaculaire est également attestée dans les légendaires en moyen anglais produits dans le Sud de l'Angleterre aux XIIIe et XIVe siècles, où la reine Cynethryth tient encore le mauvais rôle.

## Biographie

### Origines

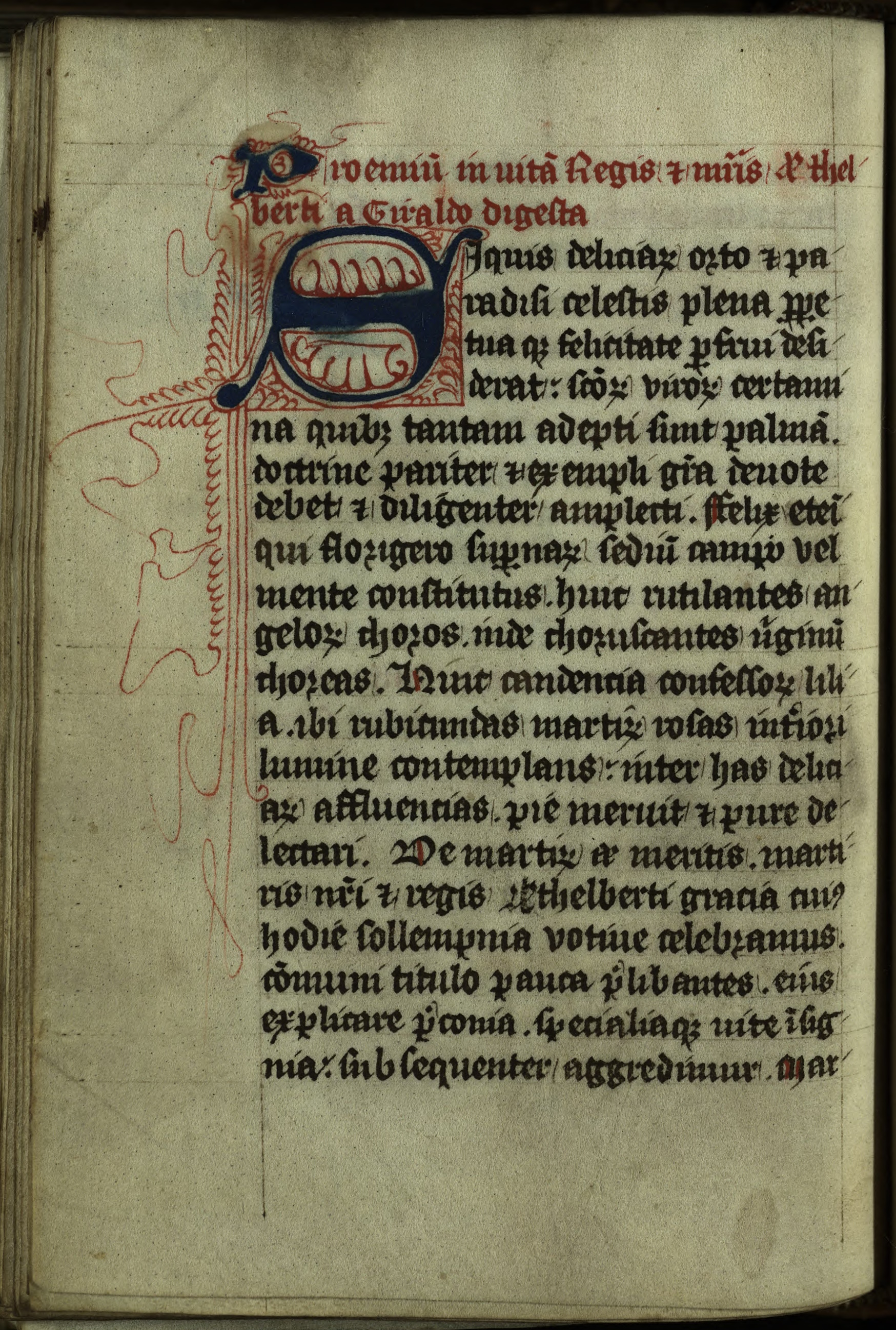
La première page de la Vita sancti Ethelberti de Giraud de Barri dans le manuscrit B.11.16.

Les hagiographies d'Æthelberht indiquent qu'il est le fils d'un roi nommé Æthelred et d'une reine Leofruna. Les noms de ses parents ne sont confirmés par aucune autre source, et aucune pièce au nom d'Æthelred n'est connue. Il serait né en 779 ou 780,. D. P. Kirby considère qu'Æthelberht est le même individu qu'Alberht, l'un des trois rois qui se partagent l'Est-Anglie à la mort d'Ælfwald en 749, mais la plupart des historiens considèrent qu'il s'agit de deux individus distincts,.
Ælfwald est le dernier représentant de la dynastie des Wuffingas dans les généalogies royales anglo-saxonnes. L'ascendance des rois ultérieurs est inconnue, mais les hagiographies d'Æthelberht affirment que son père et lui descendent de Rædwald, le plus prestigieux souverain de cette dynastie. L'onomastique est cohérente avec cette idée : plusieurs Wuffingas portent des noms dithématiques avec Æthel- comme premier élément, comme Æthelred et Æthelberht.

### Monnaies
Offa de Mercie frappe des pennies en Est-Anglie au début des années 790. Les pièces au nom d'Æthelberht reflètent peut-être des velléités d'indépendance vis-à-vis de la Mercie et expliqueraient sa mise à mort. Quatre exemplaires en sont connus, tous frappés par le même monnayeur, Lul, qui est également responsable de monnaies d'Offa et de son successeur Cenwulf. Trois d'entre elles portent à l'avers un portrait de profil entouré de runes et au revers, l'image de la louve allaitant les jumeaux Romulus et Rémus.
Le choix de cette image, qui se retrouve sur d'autres pièces et objets anglo-saxons, peut s'expliquer comme une revendication de l'héritage culturel et politique de la Rome antique, mais il constitue peut-être aussi une allusion à la dynastie des Wuffingas, dont le nom renvoie à celui du loup, wulf en vieil anglais. Ces deux hypothèses ne sont pas exclusives : un dénommé Caser (autrement dit César) apparaît dans la liste généalogique des Angles de l'Est. Qu'il appartienne ou non à la dynastie des Wuffingas, il est plausible qu'Æthelberht veuille s'inscrire dans leur continuité.
Un quatrième penny d'Æthelberht, découvert en 2014 près de Pevensey dans le Sussex, se distingue des autres par l'absence du motif à la louve, bien qu'il ait également été frappé par Lul. Le numismate Rory Naismith estime qu'il est plus tardif que les autres, sans qu'il soit possible de définir une chronologie exacte.

### Mort

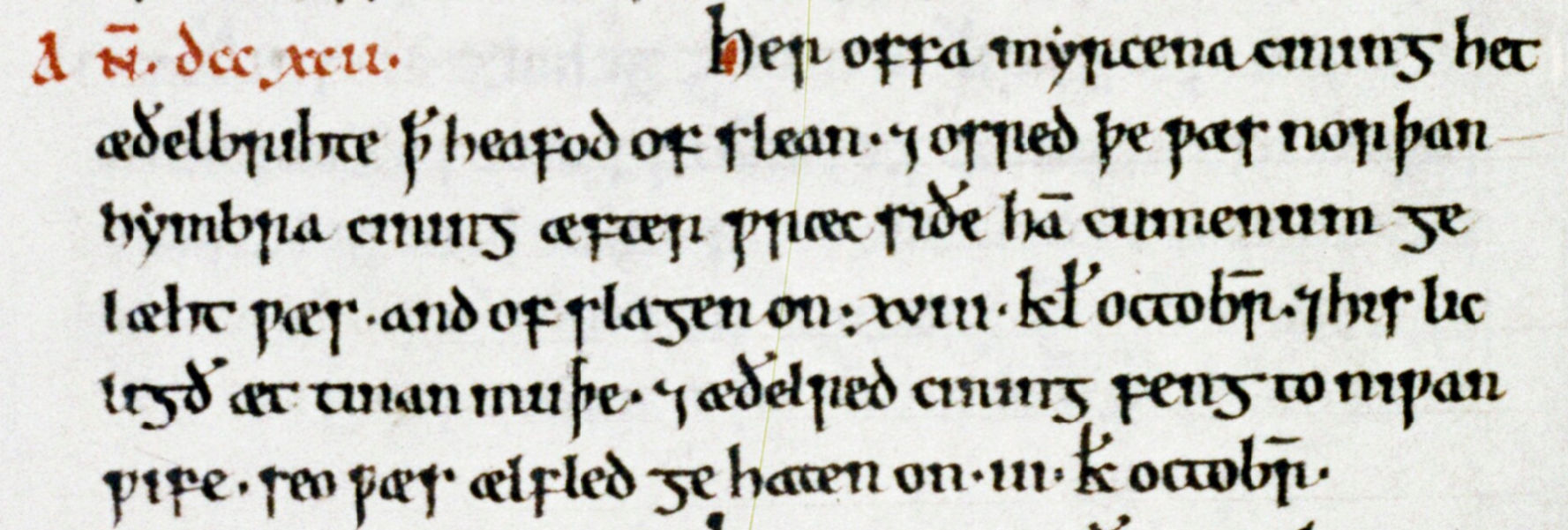
L'entrée pour l'année 792 (recte 794) de la Chronique de Peterborough enregistre la mort d'Æthelberht.

Les différentes versions de la Chronique anglo-saxonne rapportent simplement que « Offa, roi des Merciens, ordonna que la tête du roi Æthelberht fût tranchée » en 794. Les Annales de St Neots, compilées dans la première moitié du XIIe siècle à partir d'un certain nombre de sources, dont la Chronique anglo-saxonne, précisent qu'il est tué « sous couvert de paix » et sans avoir commis la moindre faute par « le perfide Offa », un point de vue fortement anti-mercien qui s'explique par l'origine est-anglienne de ce texte.
Les hagiographies offrent des récits plus détaillés de sa mise à mort, mais qui ne sont pas tous cohérents les uns avec les autres. Elles s'accordent cependant pour dire qu'Æthelberht se rend à la résidence royale mercienne de Sutton, dans le Herefordshire, en vue d'y épouser une des filles d'Offa, nommée Ælfthryth, Ælfrida, Etheldritha ou Ælfflæda selon les textes. Le crime aurait été commis par un certain Winberht, accueilli par Offa après avoir dû fuir l'Est-Anglie. C'est chez Matthieu Paris que l'on trouve la version la plus élaborée de la mort d'Æthelberht : il se serait assis sur une chaise piégée qui aurait basculé dans une fosse où il aurait été étouffé dans des rideaux avant d'être décapité. Le corps du roi aurait ensuite été jeté dans la Lugg. La fille d'Offa, choquée par ce crime, aurait décidé de se faire anachorète à l'abbaye de Crowland.
Le meurtre d'Æthelberht anéantit tout espoir d'union pacifique entre les peuples angliens. Offa gouverne ensuite l'Est-Anglie comme une simple province mercienne jusqu'à sa mort, en 796. Le monnayeur d'Æthelberht, Lul, frappe en son nom un penny reprenant le dessin de la louve et des jumeaux qui reflète vraisemblablement le transfert du pouvoir à la dynastie mercienne. L'Est-Anglie recouvre brièvement son indépendance à la mort d'Offa sous un certain Eadwald avant d'être soumise à nouveau par Cenwulf, le successeur d'Offa.

## Culte

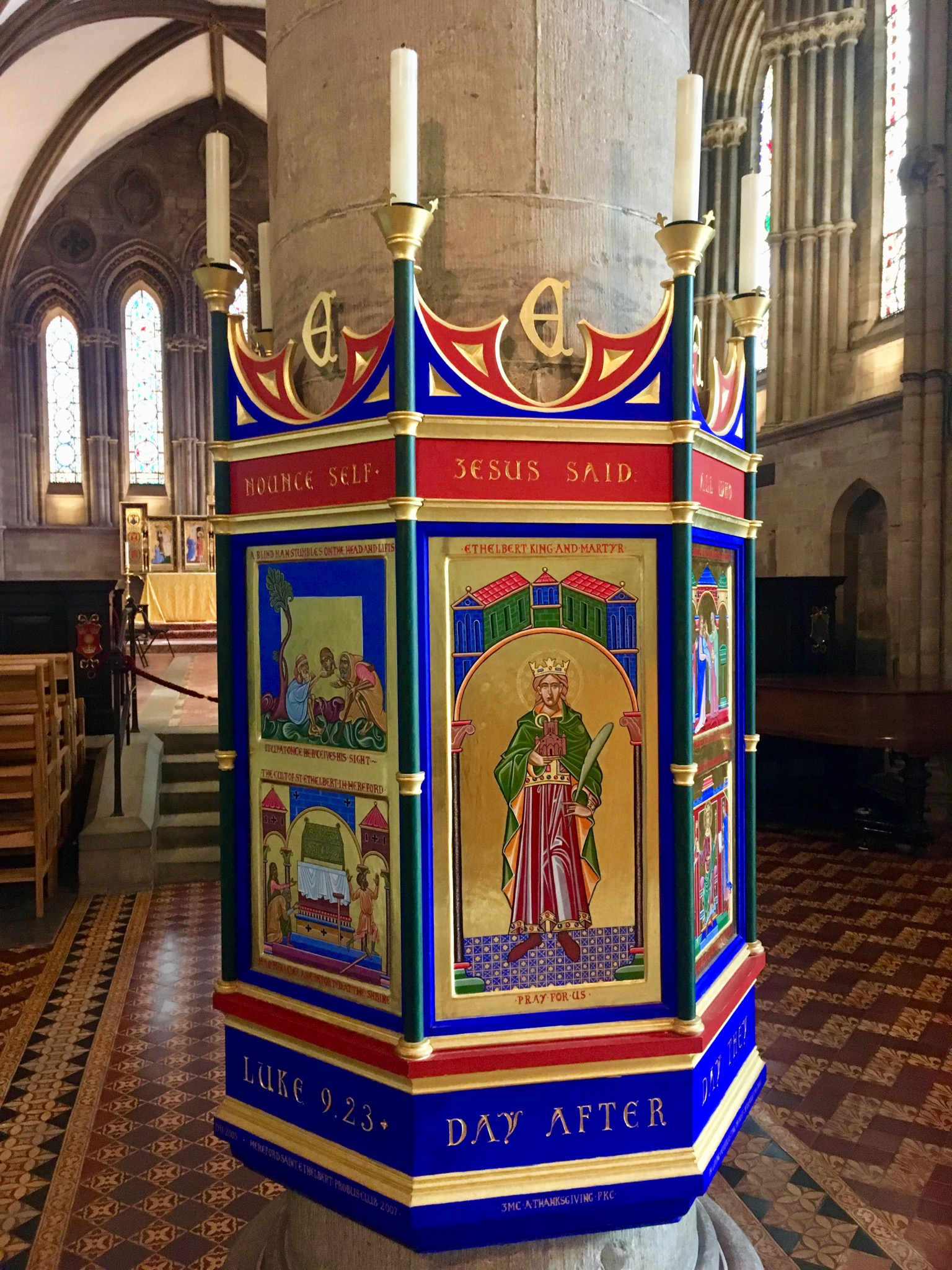
Le sanctuaire d'Æthelberht dans la cathédrale de Hereford.

Le culte d'Æthelberht se développe à Hereford dans des circonstances nébuleuses. Les hagiographies rapportent que son corps est retrouvé grâce à une lumière miraculeuse et transféré dans cette ville sur l'ordre d'un roi nommé Milferth. Il s'agit d'un anachronisme, le roi Mildfrith des Magonsæte ayant vécu un demi-siècle plus tôt. Il est possible que des liens antérieurs aient existé entre les Angles de l'Est et les Magonsæte. Néanmoins, on ne trouve aucune trace du culte d'Æthelberht dans les décennies qui suivent sa mort, et il n'est mentionné comme dédicataire de la cathédrale de Hereford qu'au tournant de l'an mil. La première attestation de son culte en Est-Anglie remonte au milieu du Xe siècle : le testament de l'évêque de Londres Theodred mentionne une église dédiée à Æthelberht à Hoxne, dans le Suffolk. Son culte pourrait avoir prospéré dans ces deux régions comme un moyen de s'opposer à la suprématie mercienne, à moins qu'Offa ne l'y ait encouragé ou toléré pour redorer sa réputation entachée.
Le culte d'Æthelberht est particulièrement populaire dans l'Angleterre médiévale. Hereford constitue ainsi l'un des principaux lieux de pèlerinage du pays après Cantorbéry,. Au XIIIe siècle, la musique pour l'office de saint Ethelbert apparaît dans le Bréviaire de Hereford. Son culte est également observé à l'abbaye de Westminster, où sa tête est conservée dans un reliquaire précieux d'après le chroniqueur du XIVe siècle Richard de Cirencester. La présence d'une relique d'Æthelberht à Westminster expliquerait l'intérêt porté à ce saint par Osbert de Clare, prieur puis abbé de ce monastère.
Æthelberht est fêté le 20 mai. Outre la cathédrale de Hereford, plusieurs églises paroissiales lui sont dédiées en Angleterre. Elles sont concentrées dans le Norfolk et le Suffolk, mais c'est aussi le cas de celles de Belchamp Otten dans l'Essex (un miracle y aurait pris place d'après l'hagiographie de Giraud de Barri), Littledean dans le Gloucestershire et Marden dans le Herefordshire. Un fragment d'os de baleine de la fin du VIIIe siècle découvert près de l'église dédiée à Æthelberht à Larling, dans le Norfolk, porte comme ses monnaies une image gravée de la louve romaine allaitant les jumeaux,.

### Sources primaires
- (en) David Dumville (éd.) et Michael Lapidge (éd.), The Annals of St Neots with Vita prima sancti Neoti, Cambridge, D. S. Brewer, 1985 (ISBN 0-85991-117-9).
- (en) M. R. James, « Two lives of St Ethelbert, king and martyr », The English Historical Review, vol. 32, no 126,‎ avril 1917, p. 214-244 (DOI 10.1093/ehr/XXXII.CXXVI.214).
- (en) M. S. Nagy, « Saint Æþelberht of East Anglia in the "South English Legendary" », Chaucer Review, vol. 37, no 2,‎ 2002, p. 159-172 (DOI 10.1353/cr.2002.0027).
- (en) Michael Swanton (trad.), The Anglo-Saxon Chronicle, Routledge, 1996 (ISBN 0-415-92129-5).

### Sources secondaires
- (en) John Caldwell, « St. Ethelbert, King and Martyr : His Cult and Office in the West of England », Plainsong and Medieval Music, vol. 10, no 1,‎ 2001, p. 39-46 (DOI 10.1017/S0961137101000043).
- (en) Catherine Cubitt, « Sites and Sanctity : Revisiting the Cult of Murdered and Martyred Anglo-Saxon Royal Saints », Early Medieval Europe, vol. 9, no 1,‎ 2000, p. 53-83 (DOI 10.1111/1468-0254.00059).
- (en) David Farmer, « Ethelbert (2) (779–94) », dans The Oxford Dictionary of Saints, Oxford, Oxford University Press, 2011 (ISBN 9780191727764).
- (en) Anna Gannon, The Iconography of Early Anglo-Saxon Coinage : Sixth to Eighth Centuries, Oxford, Oxford University Press, 2010 (ISBN 978-0-19-958384-3).
- (en) Simon Keynes, « Appendix I: Rulers of the English, c. 450–1066 », dans Michael Lapidge, John Blair, Simon Keynes et Donald Scragg (éd.), The Wiley Blackwell Encyclopedia of Anglo-Saxon England, Wiley Blackwell, 2014, 2e éd. (ISBN 978-0-470-65632-7).
- (en) D. P. Kirby, The Earliest English Kings, Londres/New York, Routledge, 2000 (ISBN 0-415-24211-8).
- (en) Rory Naismith, Money and Power in Anglo-Saxon England : The Southern English Kingdoms 757–865, Cambridge, Cambridge University Press, 2012 (ISBN 978-1-107-00662-1).
- (en) Rory Naismith, « A new type for Æthelberht II of East Anglia », British Numismatic Journal, vol. 84,‎ 2014, p. 230-232 (lire en ligne [PDF]).
- (en) Tim Pestell, Landscapes of Monastic Foundation : The Establishment of Religious Houses in East Anglia circa 650-1200, Woodbridge, Boydell Press, 2004 (ISBN 1-84383-062-0).
- (en) D. W. Rollason, « The Cults of Murdered Royal Saints in Anglo-Saxon England », Anglo-Saxon England, vol. 11,‎ 1983, p. 1-22 (DOI 10.1017/S0263675100002544).
- (en) Martin J. Ryan, « The Mercian Supremacies », dans Nicholas J. Higham et Martin J. Ryan, The Anglo-Saxon World, New Haven, Yale University Press, 2013 (ISBN 978-0-300-12534-4).
- (en) Sheila Sharp, « Æthelbert, King and Martyr : The Development of a Legend », dans David Hill et Margaret Worthington (éd.), Æthelbald and Offa : Two Eighth-Century Kings of Mercia, Oxford, BAR Publishing, 2005 (ISBN 1-84171-687-1), p. 59-64.
- (en) Alan Thacker, « Kings, Saints and Monasteries in Pre-viking Mercia », Midland History, vol. 10,‎ 1985, p. 1-25 (DOI 10.1179/mdh.1985.10.1.1).
- (en) Andy Todd, « Æthelberht [St Æthelberht, Ethelbert] (779/80–794) », dans Oxford Dictionary of National Biography, Oxford University Press, 2004 (lire en ligne ).
- (en) Barbara Yorke, Kings and Kingdoms of Early Anglo-Saxon English, Londres/New York, Routledge, 2002 (ISBN 0-415-16639-X).